# مانفريد شايفر
مانفريد شايفر (بالإنجليزية: Manfred Schaefer)‏ (ولد يوم 12 فبراير 1943، وتوفي يوم 28 مارس 2023) في بالتييسك، بروسيا الشرقية، ألمانيا، هو لاعب ومدرب كرة قدم أسترالي سابق كان يلعب في مركز الدفاع. سبق له أن لعب في كأس العالم لكرة القدم مع منتخب بلاده وذلك في مونديال عام 1974.

## روابط خارجية
- مانفريد شايفر على موقع الاتحاد الدولي (مؤرشف)  (الإنجليزية)
- مانفريد شايفر على موقع قاعدة بيانات كرة القدم.إي يو (الإنجليزية)
- مانفريد شايفر على موقع ناشيونال فوتبول تيمز (الإنجليزية)
- مانفريد شايفر على موقع عالم كرة القدم.نت (الإنجليزية)